# Тріска (матеріал)

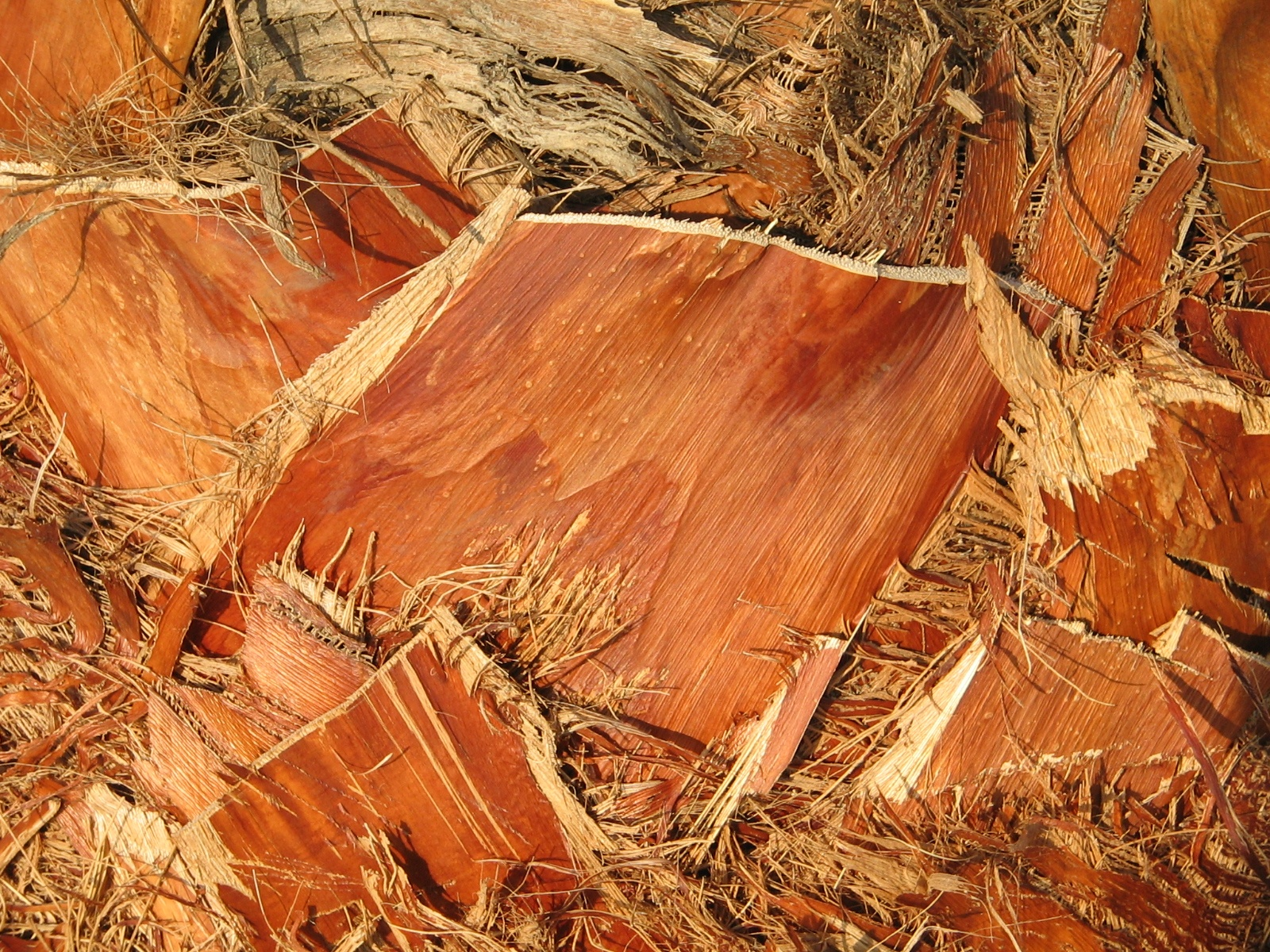
Тріска

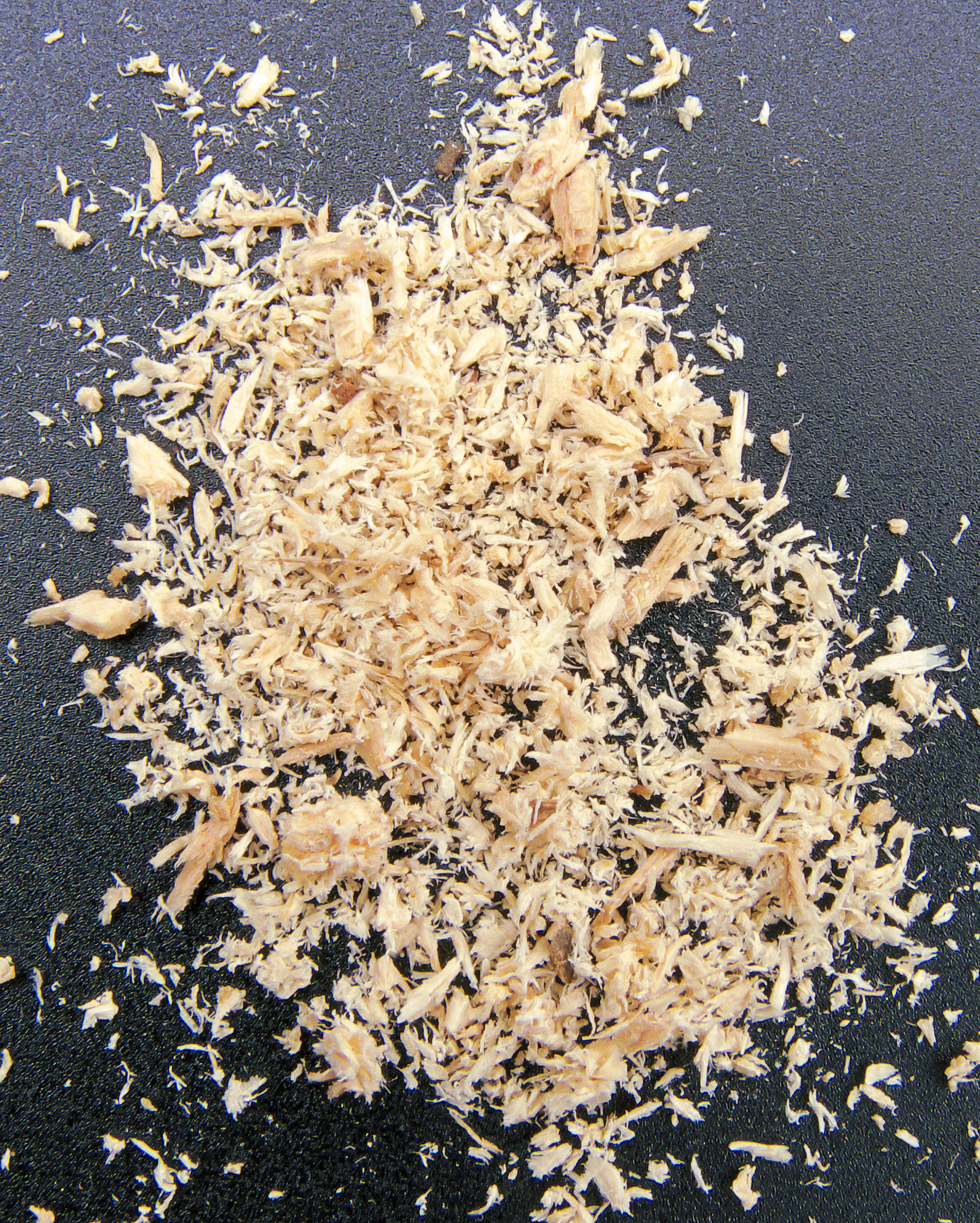
Тирса

Трі́ска, скі́па — подрібнена деревина встановлених або довільних розмірів, що отримується в результаті подрібнення деревної сировини. Тріску можуть продукувати рубальні машини і спеціальні пристрої.

## Використовування
Тріска використовується як технологічна сировина (у виробництві ДСП, паперу тощо), а також як паливо.
Для відокремлення тріски від ґрунту та ін. сипких матеріалів застосовують трісковловлювачі індивідуальних конструкцій.